# Aleksei Vakhonin
Aleksei Ivanovitch Vakhonin (em russo:  Алексей Иванович Вахонин; 10 de março de 1935, vila de Abagur [ru], oblast de Kemerovo – 1º de setembro de 1993, em Chakhti [ru]) foi um halterofilista russo, campeão mundial e olímpico pela União Soviética.
Aleksei Vahonin conquistou a medalha de ouro nos Jogos Olímpicos de 1964, que também valeram como Campeonato Mundial, com um total combinado de 357,5 kg (110 kg no desenvolvimento [movimento-padrão abolido em 1973], 105 kg no arranco e 142,5 kg no arremesso), na categoria até 56 kg.
Além disso, venceu os Campeonatos Mundiais de 1963 e 1966, conquistando a medalha de ouro em ambas as edições.
QUADRO DE RECORDES
| Disciplina | Marca    | Classe de peso | Lugar           | Data       |
| ---------- | -------- | -------------- | --------------- | ---------- |
| Total      | 357,5 kg | –56 kg         | Tóquio          | 11.10.1964 |
| Arremesso  | 140,0 kg | –56 kg         | Sófia           | 07.06.1965 |
| Arremesso  | 141,0 kg | –56 kg         | Teerã           | 03.11.1965 |
| Arremesso  | 143,5 kg | –56 kg         | Berlin Oriental | 24.10.1966 |
| Arremesso  | 144,0 kg | –56 kg         | Sófia           | 18.06.1967 |